# Aura (konstteori)

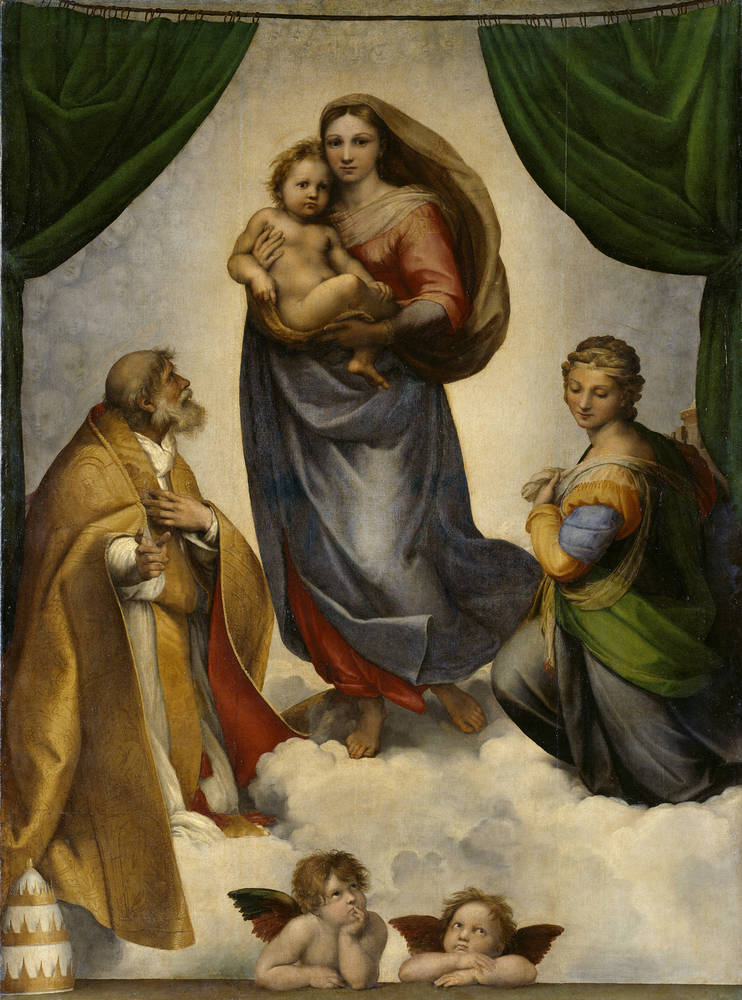
Reproduktion av Rafels Sixtinska madonna

Auran är ett nyckelbegrepp i Walter Benjamins essä “Konstverket i reproduktionsåldern” från 1936. Benjamin definierar aura som “...den unika uppenbarelsen av en avlägsenhet, den må vara hur nära inpå oss som helst” och kopplar detta begrepp till den revolutionerande omvälvningen av konsten som den tekniska reproduktionen i form av fotografi och film innebar. Auran manifesterar konstverkets Här och Nu; d.v.s. dess unika bundenhet till tid och plats och knuten till idén om äkthet eller autenticitet. Benjamin placerar konstverket i ett kronologiskt/kulturellt schema med början i en kultisk/rituell fas med en djup förankring på platsen där det är tillverkat, framförallt ägnat åt gudarna/Gud i riten. En förskjutning sker mot en större betoning av "utställningsbarheten" av verket och en profan "skönhetskult" med början i renässansen; för att senare övergå i en kris i och med fotografins uppträdande. Konsten förvandlas till "l'art pour l'art" och en konstens teologi som utvecklas till en idé om "ren" konst som "...avvisar varje social funktion..." och som dessutom är "...utan varje bundenhet vid ett konkret ämne".. Auran förstörs och försvinner. Orsaken är enligt Benjamin, förutom att det är svårt att tala om original och kopia när det gäller fotografier och film, dels att man i den tekniska reproduktionen kan lägga det optiska fokuset annorlunda än ögats, exempelvis genom närbilder eller med hjälp av slow-motion, dels att den reproducerade bilden träder betraktaren till mötes i en helt annan miljö än den ursprungliga, t. ex. som bild i en illustrerad tidning i ett vanligt rum. "Genom att reproduktionsåldern lösgjorde konsten från dess kultiska förankring, slocknade för alltid illusionen om dess autonomi."

## Fotnoter
1. ↑  Walter Benjamin: “Konstverket i reproduktionsåldern”, Litteratursociologi, Lars Furuland & Johan Svedjedal (red), Studentlitteratur, Lund 1997, s 104f
2. ↑  Walter Benjamin: “Konstverket i reproduktionsåldern”, Litteratursociologi, Lars Furuland & Johan Svedjedal (red), Studentlitteratur, Lund 1997, s.105f
3. ↑  Walter Benjamin: “Konstverket i reproduktionsåldern”, Litteratursociologi, Lars Furuland & Johan Svedjedal (red), Studentlitteratur, Lund 1997, s.108